# Chlorochroa juniperina
Chlorochroa juniperina es una especie europea de insecto pentatómido de la tribu Nezarini. Se distribuye en Europa continental desde Francia hasta Escandinavia, pero se extinguió en Inglaterra en 1925 debido a la disminución de su planta huésped, el enebro.
|       |
| Ninfa |

|                             |
| Lámina 2 de Saunders (1892) |